# Гусятниця

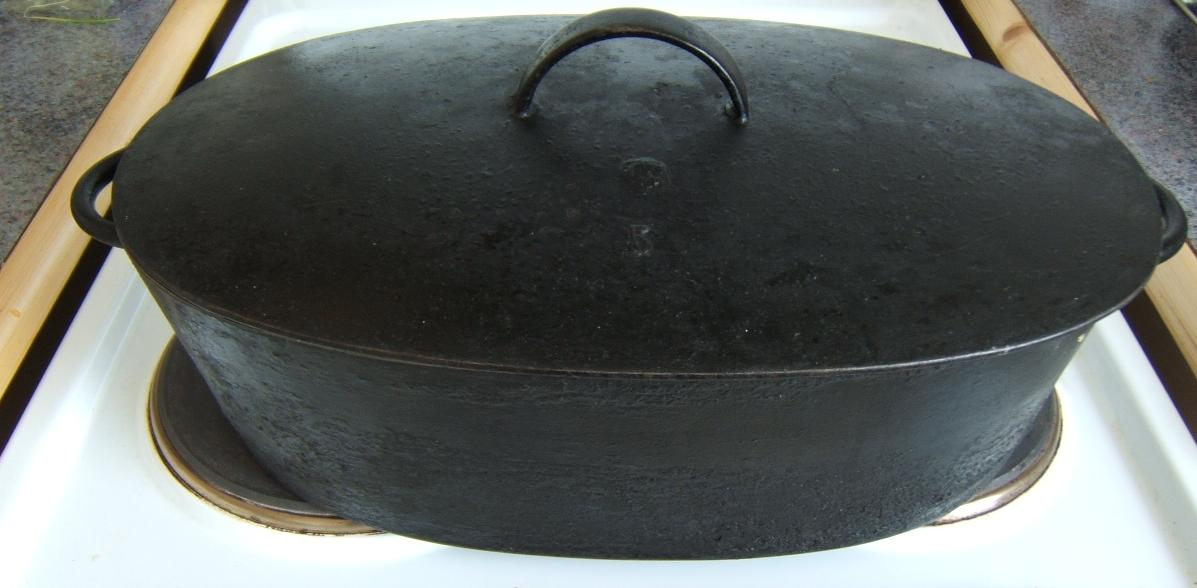
Гусятниця темалева

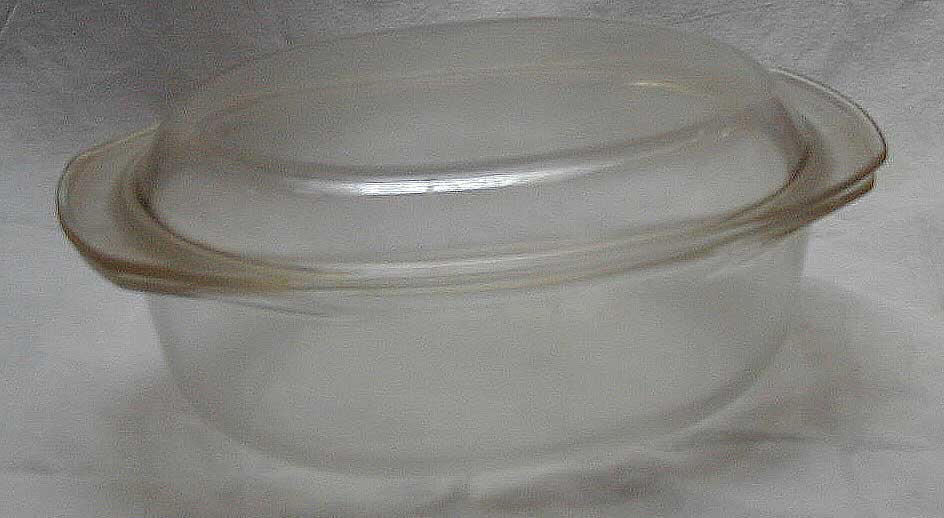
Гусятниця скляна

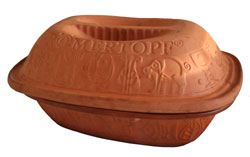
Рьомертопф (Römertopf) — популярний у Німеччині керамічний посуд для запікання (в т.ч. гуски).

Гуся́тниця, заст. гусятник — спеціалізована товстостінна металева (або з жароміцного скла, або кераміки) посудина, зазвичай овальної форми, з кришкою, що щільно закривається. Її застосовують для тушкування м'яса, овочів та птиці, навіть поросят.

## Інші значення
- Працівниця на птахофермі, що доглядає качок.
- Велика щука, яка може ковтати каченят з поверхні води.
- Собака, яка ходить по качок під час полювання.
- Інша назва утятниці — великокаліберної дробової рушниці для промислового полювання на гусей та качок.